# Tanais Fossae
Le Tanais Fossae sono una struttura geologica della superficie di Marte.